# Tāzeh Kand-e Moḩammadīyeh
Tāzeh Kand-e Moḩammadīyeh (persiska: تازه كند محمديه) är en ort i Iran.   Den ligger i provinsen Ardabil, i den nordvästra delen av landet, 400 km nordväst om huvudstaden Teheran. Tāzeh Kand-e Moḩammadīyeh ligger 1 356 meter över havet och antalet invånare är 136.
Terrängen runt Tāzeh Kand-e Moḩammadīyeh är kuperad åt nordväst, men åt sydost är den platt. Runt Tāzeh Kand-e Moḩammadīyeh är det ganska tätbefolkat, med 139 invånare per kvadratkilometer. Närmaste större samhälle är Mejandeh, 2,8 km norr om Tāzeh Kand-e Moḩammadīyeh. Trakten runt Tāzeh Kand-e Moḩammadīyeh består i huvudsak av gräsmarker.